# Эггерс, Роберт
Роберт Хьюстон Э́ггерс (англ. Robert Houston Eggers; род. 7 июля 1983, Нью-Йорк) — американский кинорежиссёр, сценарист и художник-постановщик. Наиболее известен как автор и режиссер исторических фильмов ужасов «Ведьма» (2015) и «Маяк» (2019), а также как режиссер и соавтор исторического эпического фильма «Варяг» (2022). Его фильмы отличаются образностью и поэтикой насилия,  фольклорными элементами, а также  стремлением обеспечить историческую достоверность.

## Биография
Эггерс родился в Нью-Йорке в 1983 году, его мать Келли Хьюстон. Эггерс не знает, кто его биологический отец. Вскоре после этого он и его мать переехали в Ларами, Вайоминг, где его мать встретила и вышла замуж за Уолтера Эггерса, и у пары родилась пара близнецов, Макс и Сэм. В 1990 году семья переехала в Ли, Нью-Гэмпшир, когда его отчим стал проректором в Университете Нью-Гэмпшира. В 2001 году он вернулся в Нью-Йорк, чтобы учиться в актерской консерватории.
Эггерс был вдохновлен своим детством в Новой Англии и часто посещал плантацию Плимот в Плимуте, Массачусетс, во время написания своего первого художественного фильма.
Эггерс начал свою карьеру в качестве дизайнера и режиссера театральных постановок в Нью-Йорке, после чего перешел к работе в кино. В 2015 году Эггерс снял режиссерский дебют в фильме ужасов «Ведьма» по собственному сценарию с Аней Тейлор-Джой в главной роли. Премьера фильма состоялась 27 января 2015 года на кинофестивале «Сандэнс». Компания A24 приобрела фильм и выпустила его в прокат 19 февраля 2016 года. Критики восприняли фильм в основном положительно, и он заработал более 40 миллионов долларов при бюджете в 4 миллиона долларов. Его следующий фильм, фэнтези-хоррор «Маяк» (2019), также снятый в жанре исторического фильма, получил одобрение критиков. Эггерс выступил режиссером фильма и написал сценарий в соавторстве со своим братом, Максом Эггерсом, а в фильме снялись Роберт Паттинсон и Уиллем Дефо. В 2022 году вышел эпический фильм Эггерса «Варяг», вдохновленный Амлетом, в котором снялись Александр Скарсгард, Николь Кидман, Аня Тейлор-Джой, Итан Хоук, Бьорк и Дефо. После этого началась работа над фильмом «Носферату», впервые анонсированном ещё в 2015 году.

## Личная жизнь
Эггерс женат на докторе Александре Шейкер, клиническом психологе, которую он знает с детства. Они живут со своим сыном Хьюстоном в Бруклине, Нью-Йорк.

## Фильмография
Режиссура
- 2007: «Гензель и Гретель» Hensel and Gretel (короткометражный фильм)
- 2008: «Сердечные истории» Tell-Tale Heart (короткометражный фильм)
- 2015: «Ведьма» (The VVitch: A New-England Folktale)
- 2015: «Братья» Brothers (короткометражный фильм)
- 2019: «Маяк» (The Lighthouse)
- 2022: «Варяг» (The Northman)
- 2024: «Носферату» (Nosferatu)
- 2026: «Оборотень»[10] (Werwulf)[11]

Сценарий
- 2007: «Гензель и Гретель» Hensel and Gretel (короткометражный фильм)
- 2008: «Сердечные истории» Tell-Tale Heart (короткометражный фильм)
- 2015: «Ведьма» (The VVitch: A New-England Folktale)
- 2015: «Братья» Brothers (короткометражный фильм)
- 2019: «Маяк» (The Lighthouse)
- 2022: «Варяг» (The Northman)
- 2024: «Носферату» (Nosferatu)

Художник-постановщик
- 2007: Hansel and Gretel
- 2008:  Tell-Tale Heart
- 2010: «Чудовище» Monster (короткометражный фильм)
- 2011: «Пять степеней страдания» The Five Stages of Grief (короткометражный фильм)
- 2011: «Среди пиний» In the Pines (короткометражный фильм)
- 2012: «Анемон» Anemone (короткометражный фильм)
- 2012: «Наследство» Legacy (короткометражный фильм)
- 2012: «Эстер» Esther (короткометражный фильм)
- 2013: «Дом на краю Галактики» House at the Edge of the Galaxy(короткометражный фильм)
- 2013: «Виват!» Vivace!(короткометражный фильм)
- 2013: «Мистический кабинет» Spirit cabinett
- 2014: «Роза» Rose (короткометражный фильм)
- 2015: «Братья» Brothers (короткометражный фильм)